# DJ KAORI
DJ KAORI（ディージェイ・ケオリ、ディージェイ・カオリ）は、高知県出身のDJ。本人は自分の名を「ディージェイ・ケオリ」と読むが、「ディージェイ・カオリ」と呼ばれることも多い。
洋楽やJ-POPアーティストの楽曲のリミックス作品を多く発表している。ミックスCDの累計売上は340万枚以上で、所属レーベルのユニバーサルミュージックは、「女性DJとしては売上世界一」と公表している。

## 来歴
子供の頃から洋楽を中心に音楽を聴く。中学時代はバレーボール部に所属しており、セッターでキャプテンを務めていた。14歳からアナログ盤を集め始め、16歳で自己流でDJを始める。上京後、タワーレコードでアルバイトをしていた。1992年に英語を勉強する軽い気持ちで、単身渡米。マンハッタンの音楽制作専門学校インスティチュート・オブ・オーディオ・リサーチに入学。学校に通いながら、ラウンジでのレジデンスDJのアルバイトという小さな仕事からDJ活動を始めた。1994年頃、ソーホーのレストランバー「MATCH」で毎週金曜日にDJを担当。数年後、パーティのDJの依頼が次々舞い込み、アルバイトや趣味ではなく、職業DJとしてやっていく意識が芽生えた。その後、クラブ「N.Y.」でDJをしていた所を、ファンクマスター・フレックスに見い出され、彼が率いるビッグ・ドーグ・ピットブルズに唯一の女性DJとして迎え入れられた。2005年に帰国し、拠点を日本に移した。2007年、カバー・アルバム『ブルーノート・ストリート』に参加し、ノラ・ジョーンズの「ドント・ノー・ホワイ」をカバーした。本人のみが歌唱する初のミュージック・ビデオ（監督は池田圭太）も制作された。2010年10月29日に国立代々木第一体育館で行われた女子バレー日本大会の開会式でパフォーマンスを行った。

## ディスコグラフィー

### シングル
- BE MY LOVER!! / DJ KAORI feat. Yinling of JOYTOY with DOBERMAN INC（2004年12月16日）
- S・A・Y・O・N・A・R・A / DJ KAORI（2009年11月25日）

### アルバム
- HARLEM PRESENTS 〜DJ Kaori "Def Soul" Mix（2000年7月19日）
- DJ Kaori's Def Jam Mix（2003年3月26日）
- DJ KAORI'S "RIDE" into the MIX（2004年3月24日）
- DJ KAORI'S "RIDE" into the PARTY（2004年9月29日）
- GIVENCHY presents LUCKY CHARMS selected by DJ KAORI（2004年12月16日）
- DJ Kaori's INMIX（2005年10月19日）
- DJ KAORI×BLENDA GIRLS NIGHT OUT Part. 1 DownTown Classics
- DJ Kaori's INMIX II（2006年11月1日）
- DJ KAORI'S BLOCK PARTY GOLD MIX（2007年4月27日）
- DJ KAORI'S BLOCK PARTY PLATINUM MIX（2007年4月27日）
- DJ KAORI'S JMIX（2007年10月24日）
- DJ Kaori's INMIX III（2007年11月14日）
- DJ KAORI'S RAGGA MIX（2008年6月25日）
- DJ KAORI'S JMIX II（2008年10月29日）
- DJ KAORI'S INMIX 4（2008年12月3日）
- DJ KAORI'S PARTY MIX（2009年5月27日）
- DJ KAORI'S JMIX III（2009年11月25日）
- DJ KAORI'S INMIX V（2010年2月10日）
- DJ KAORI'S INMIX VI（2010年9月22日）
- DJ KAORI'S JMIX IV（2010年12月15日）
- DJ KAORI'S PARTY MIX2（2011年6月22日）
- DJ KAORI'S JMIX Classics（2011年10月12日）
- DJ KAORI'S JMIX V（2012年3月28日）
- DJ KAORI'S PARTY MIX3（2012年4月18日）
- DJ KAORI EXILE TRIBE MIX（2013年3月20日）
- DJ KAORI'S PARTY MIX 5（2013年9月25日）
- DJ KAORI'S JMIX VI（2014年2月26日）
- DJ KAORI'S INMIX HITS（2014年6月25日）
- DJ KAORI'S BEST OF EDM （2014年12月17日）
- DJ KAORI'S BEST POP HITS（2015年4月29日）
- DJ KAORI'S JMIX VII（2015年12月16日）
- DJ KAORI'S PARTY HITS（2016年4月27日）
- DJ KAORI'S INMIX 7（2017年10月4日）
- DJ KAORI'S JMIX BEST （2018年2月7日）
- DJ KAORI DISNEY MIX （2020年11月4日）

### DVD
- DJ Kaori's INMIX DVD（2008年6月25日）
- DJ Kaori's INMIX DVD 2（2009年5月27日）
- DJ Kaori's INMIX DVD 3（2011年1月1日）

### プロデュース作品
- Eliana「Let's Stay Together- remix feat. DJ KAORI」

### リミックス作品
- 「FLOOR (DJ KAORI "we all rise" REMIX)」

『U』 DOUBLE（2000年7月19日）
- 「GOOD LIFE feat. FIRSTKLAS (DJ KAORI Remix)」

『"Uh Uh......" feat. AI/baby be mine』 SUITE CHIC（2003年2月5日）
- 「GOOD LIFE feat. FIRSTKLAS 〜DJ KAORI Remix〜」

『WHEN POP HITS THE LAB』 SUITE CHIC（2003年3月26日）
- 「Call me (DJ KAORI REMIX)」

『The Remix』 清貴（2003年3月29日）
- 「Style (DJ KAORI REMIX)」

『The other side of EX Vol.1』 EXILE（2003年9月10日）
- 「REALITY -DJ KAORI Mix-」

『FAST FORWARD 〜FUTURE BREAKBEATNIX〜』 m.o.v.e（2004年5月26日）
- 「Body Rock 〜DJ KAORI Remix〜」

『Heart Attack 3 〜The Remixes & Video Clips〜』 Heartsdales（2006年5月24日）
- 「Monday Classics mixed by DJ KAORI」

『FOOTSTAMP vol.1』 Miss Monday（2007年7月18日）

## ゲスト参加作品
- 「願い事 feat. DJ KAORI & MIKO」

『暁けの明星』 CHRIS（2004年9月29日）
- 「I love you miss microphone feat. DJ KAORI」

『LIFE』 LITTLE（2005年6月22日）
- 「Shout Out→DJ KAORI」

『N☆X☆R☆2』 NORISIAM-X（2005年9月21日）
- 「DJ KAORI Shout Out」

『Keep YA Style』 YA-KYIM（2006年8月2日）
- 「Moon and the Sun feat. DJ KAORI」

『LENNON』 CHRIS（2007年6月6日）
- 「Garden feat. DJ KAORI, Diggy-MO', クレンチ&ブリスタ」

『FAMILY』 May J.（2009年5月27日）
- 「Just Listen feat. DJ KAORI」

『Foreplay』 miray（2009年11月25日）
- 「今も胸の奥で duet with DJ KAORI」

『We are one』 KG（2011年5月25日）
- 「Miss You」

『Vivid』 AILI（2011年8月17日）

## 出演

### ラジオ番組
- DJ KAORI 715 -seven fifteen-（TOKYO FM）
- DOCOMO THANK YOU FOR THE MUSIC（四国FM4局ネット）